# Sterculia apetala
Sterculia apetala también llamado camoruco, panamá o anacahuita camajón, camajorú en el Caribe Colombiano, es un árbol de gran tamaño oriundo de América Central y norte de Sudamérica, es una especie de planta de la familia Malvaceae, de tronco recto ramificado a gran altura y que se encuentra ampliamente distribuido desde México hasta Venezuela, Colombia e inclusive en las Antillas. En Venezuela se encuentra en todas las tierras bajas, especialmente en los estados de Aragua y Carabobo, donde llega a alturas gigantescas. Es el árbol nacional de la República de Panamá dado su abundancia, donde se le conoce como árbol panamá. Es el árbol emblemático del Estado Carabobo, en Venezuela.

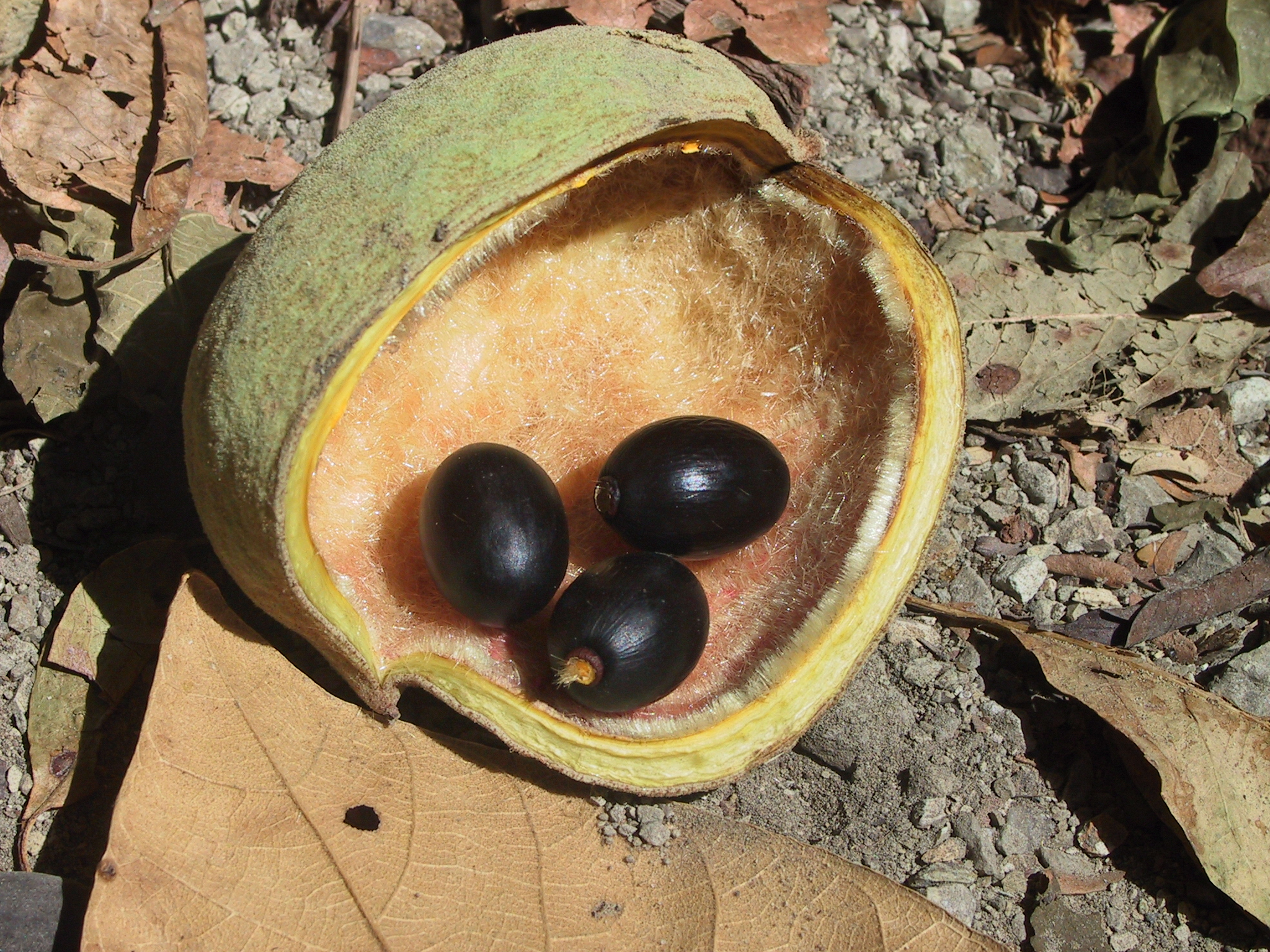
Fruto del camoruco

## Descripción
Sterculia apetala es perenne y caducifolia. Los troncos son rectos, cilíndricos y tienen raíces grandes contrafuertes en la base. La altura varía de 20 a 40 metros.
Las hojas son alternas, palmadas con cinco lóbulos y se agrupan densamente al final de las ramas. Incluyendo el pecíolo, la longitud de la hoja oscila entre 15 y 50 centímetros.
Las flores son moradas y amarillas y tienen cinco sépalos, no tienen pétalos; las estructuras que se les asemejan son de hecho sépalos. El diámetro de la flor oscila entre 2,5 y 3,5 centímetros. Estas flores son unisexuales, lo que significa que hay distintos individuos masculinos y femeninos que se utilizan para la reproducción.
Los frutos son compuestos de hasta cinco folículos, derivados de pedúnculos que pueden llegar a medir hasta 30 centímetros. Dentro de los folículos hay semillas, así como pelos urticantes de color naranja que pueden causar dolor al tocarlos. El árbol normalmente florece y da frutos entre diciembre y marzo.
Las semillas son elipsoides negros, típicamente con dimensiones de 2,5 x 1,5 centímetros.  Estas semillas contienen ácido estercúlico y ácido malválico, dos tipos de ácidos grasos de ciclopropeno. Los compuestos antioxidantes se pueden obtener de las semillas a través de extracciones continuas o discontinuas usando agua o etanol como solventes.
Es un árbol de crecimiento rápido, sus raíces son de nivel medio y tiene vida larga de  más de 60 años. Es exigente en cuanto a suelos aunque resiste inundaciones y sequías y requiere luz en gran cantidad. Se reproduce por semilla y durante el período de crecimiento requiere de sombra para su desarrollo. Florece de febrero abril y fructifica de octubre a mayo.

## Distribución
Sterculia apetala se encuentra en las regiones tropicales de las Bermudas, México, Barbados, Belice, Cuba, El Salvador, Guatemala, Honduras, Jamaica, Montserrat, Panamá, Puerto Rico, San Cristóbal y Nieves , Trinidad y Tobago, Bolivia, Brasil, Colombia, Ecuador, Perú y Venezuela.

## Usos
Se utiliza como árbol ornamental en parques, plazas y avenidas, siendo un árbol de gran desarrollo y de hojas grandes se usa en casi toda la isla de Cuba para dar sombra. 
La madera es suave y sirve solo como formaletas para la construcción, En algunas zonas rurales se utiliza para trabajos del campo y el tronco para fabricar canoas.  Las flores, de suave olor parecido al del saúco, se usan como expectorantes. 
Las hojas tiernas son usadas como envoltura para la cocción de pasteles o tamales en algunas regiones del Caribe Colombiano, debido a su escasez ya son poco utilizadas.
Cómo cultivo local, algunas personas comen los frutos secos de esta especie; las semillas tostadas o hervidas son comestibles y tienen un sabor parecido al maní, también se le dan a los animales como forraje  y en algunas zonas se prepara un jugo con las semillas molidas.
Según algunas investigaciones previas la ingesta de las semillas podría reducir niveles de peso, grasa abdominal, colesterol, triglicéridos y presión arterial. Sin embargo, estudios recientes realizados en animales arrojan la posibilidad de ocasionar alteraciones de tipo ansiolítico y conductual. Según estudios en animales los compuestos de las semillas probablemente puedan retardar el crecimiento de mamíferos y tener efectos carcinogénicos.

## Topónimos
Respecto al origen del nombre de la Ciudad de Panamá, la cual a su vez le dio nombre al país, una teoría afirma que los nativos de la zona se reunían a la sombra de un árbol enorme al cual llamaban panamá. 
Existen en Venezuela y Colombia algunos lugares con el nombre de Camoruco, entre ellos, los Valles de Camoruco en la ciudad de Valencia, con unos 2000 habitantes, el sector de Camoruco en la ciudad de La Asunción en la isla de Margarita y un pequeño caserío (unos 110 habitantes) del departamento del Arauca en los Llanos colombianos.
Por último, una pieza musical de María Luisa Escobar, pianista y compositora venezolana, de Valencia, se llama Luna de Camoruco, aunque seguramente hace referencia al lugar y no al árbol.

## Taxonomía
Sterculia apetala pertenece al género Sterculia, clasificado en la familia de las malvas Malvaceae. Apetala es una de las 150 especies conocidas de Sterculia.
El nombre genérico Sterculia se deriva de la palabra latina "stercus", que se traduce como "excremento". Esto se debe al fuerte olor característico de las flores y las hojas de este género.

## Nombres comunes
En Colombia se le conoce como camaruca, y en áreas de la costa norte también se le conoce con el nombre de camajorú. En Cuba, con el nombre mexicano de anacahuita o anacagüita, aunque también en el sureste de México se le conoce como castaño y a su fruto como castaña. En Venezuela también se le llama cameruco, cacaguillo, cacaíto y sunsún.

## Galería

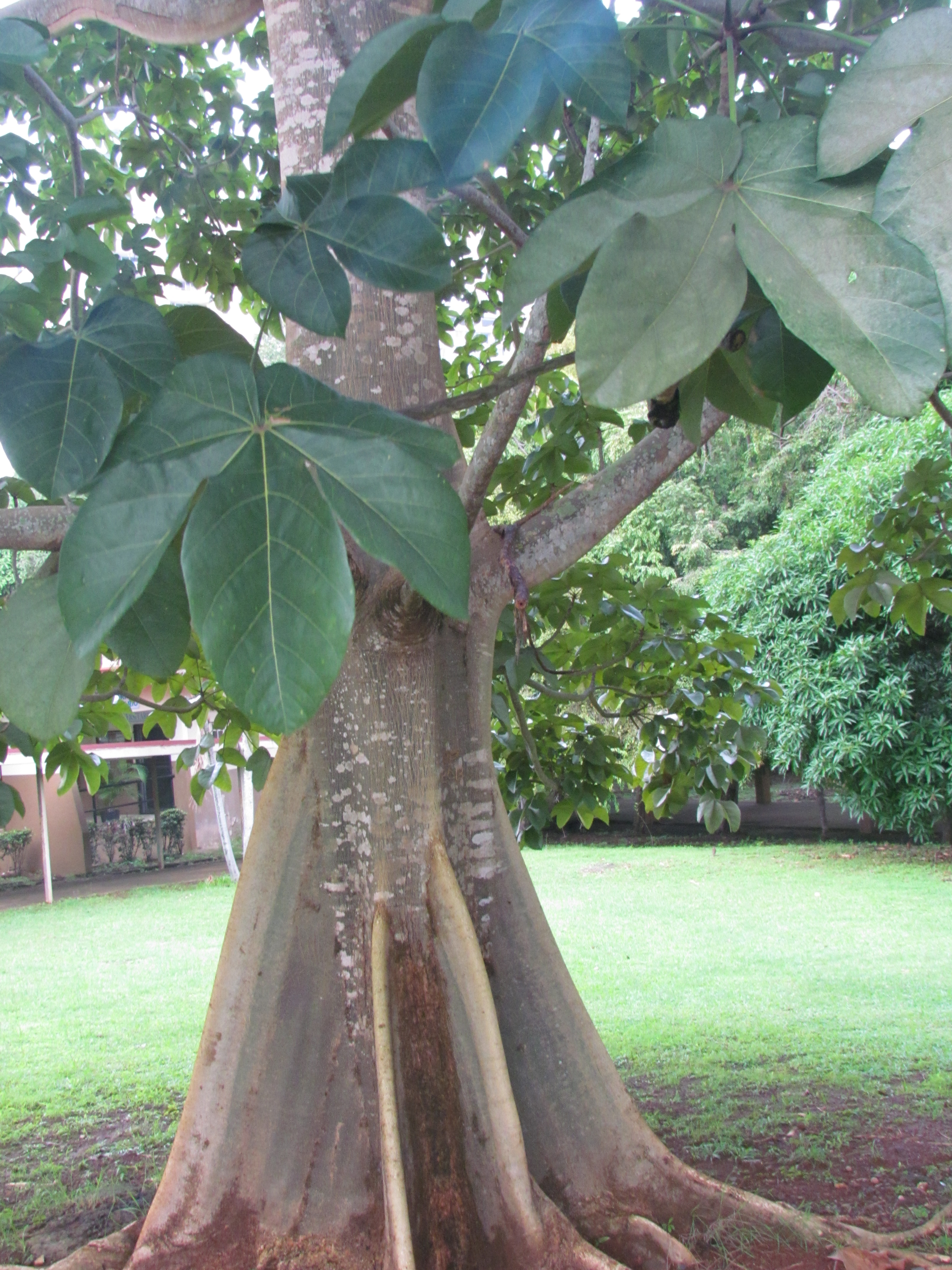
Sterculia apetala árbol y hojas
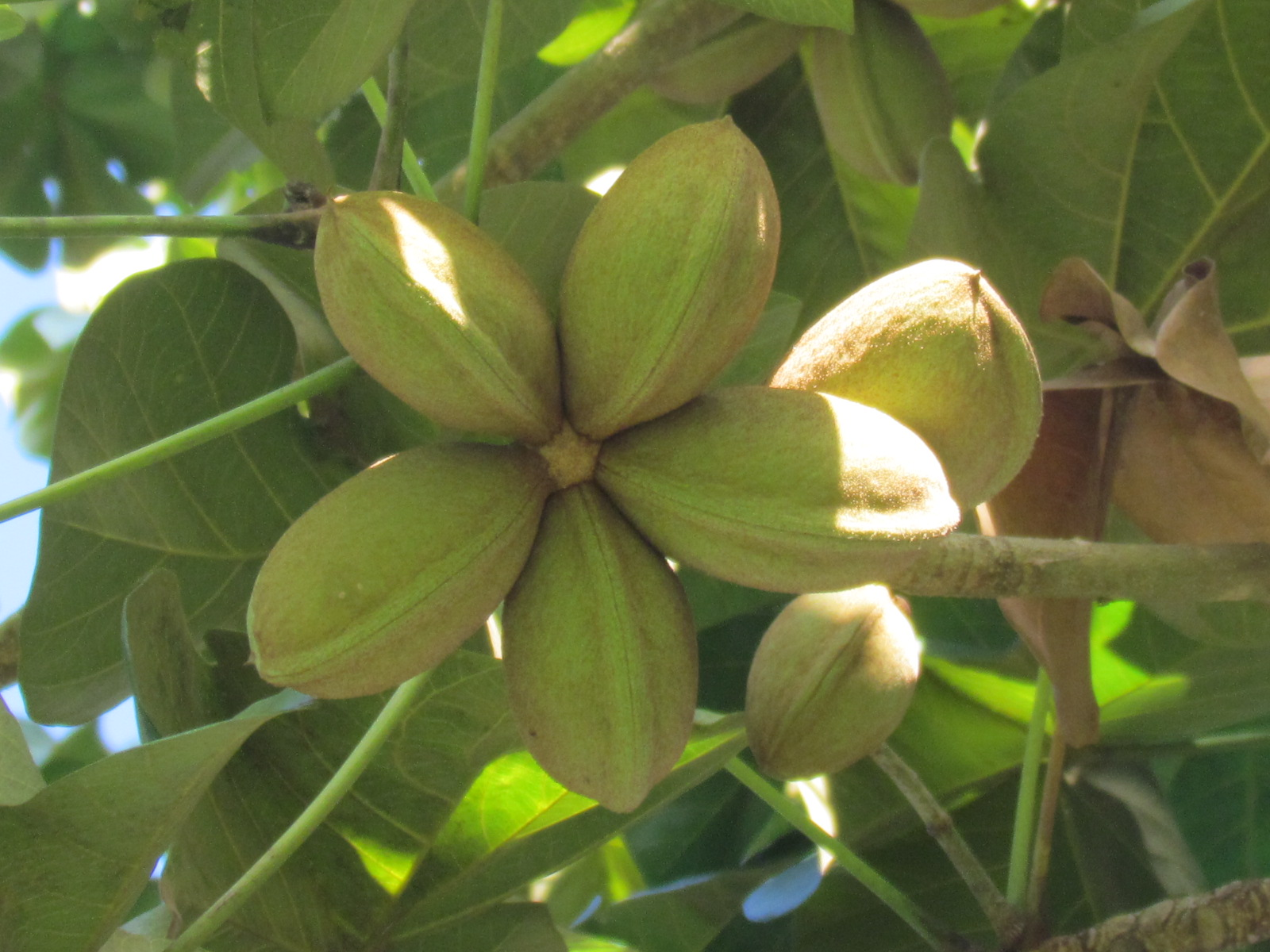
S. apetala frutas
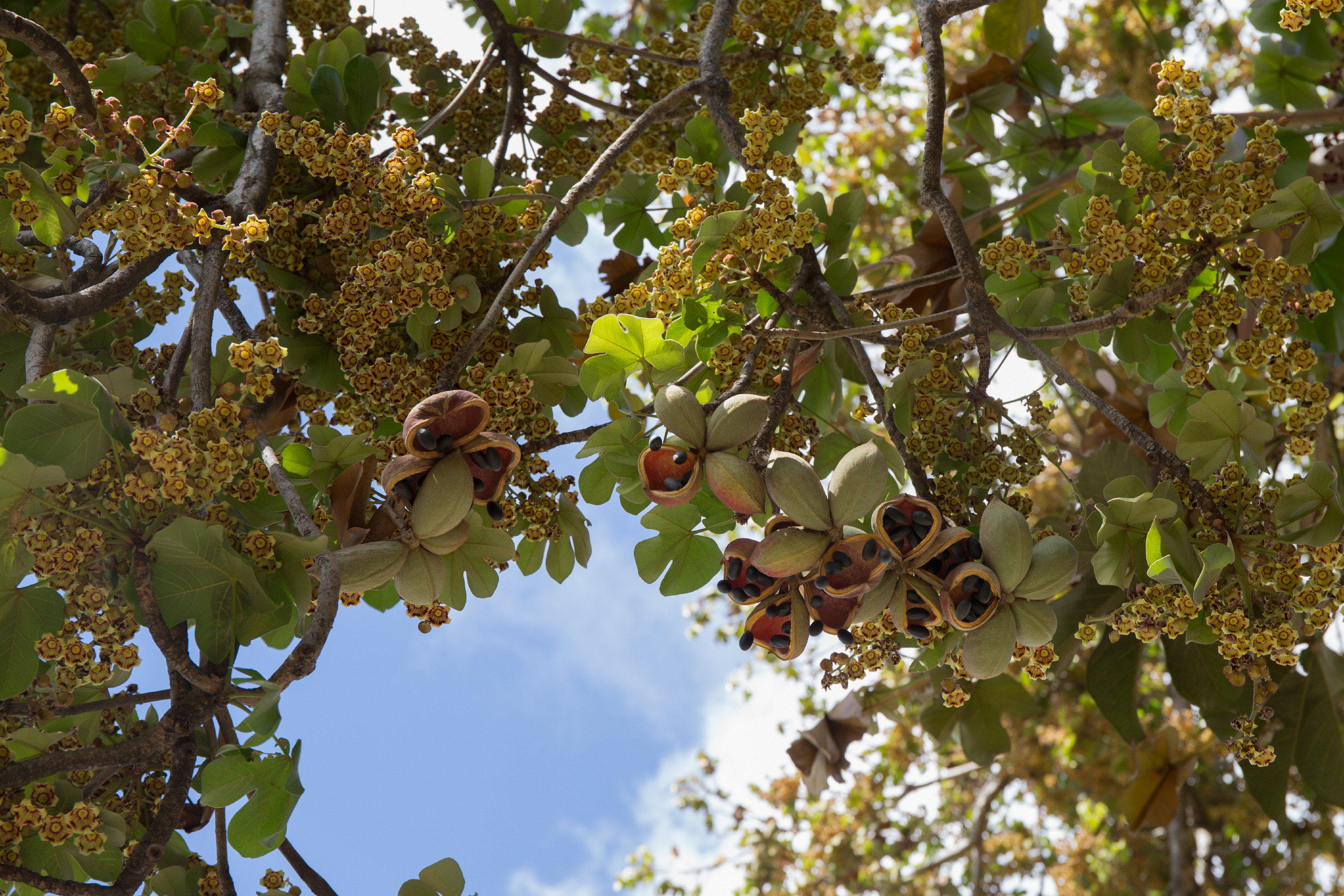
S. apetala frutas y flores
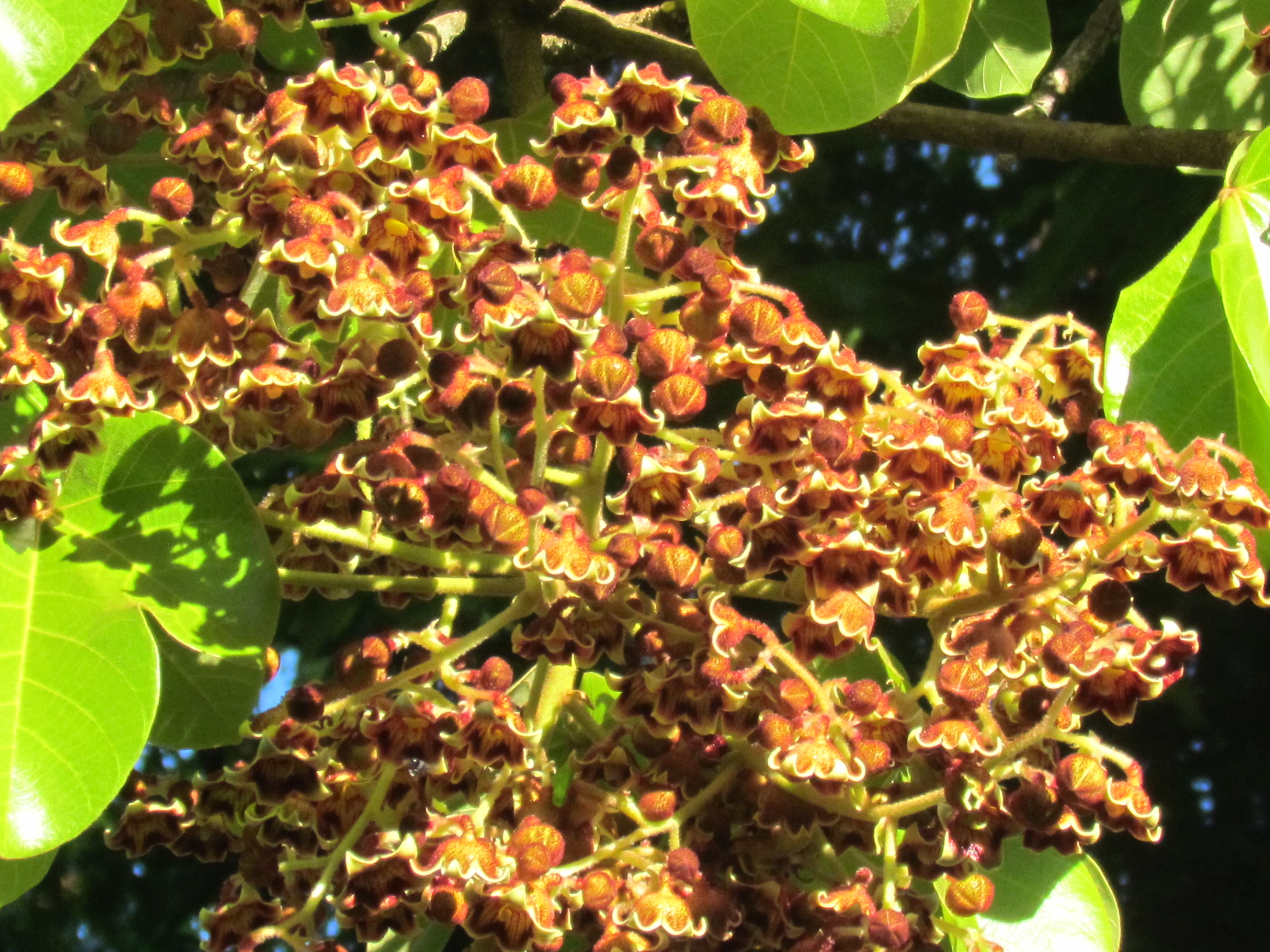
S. apetala racimo de flores
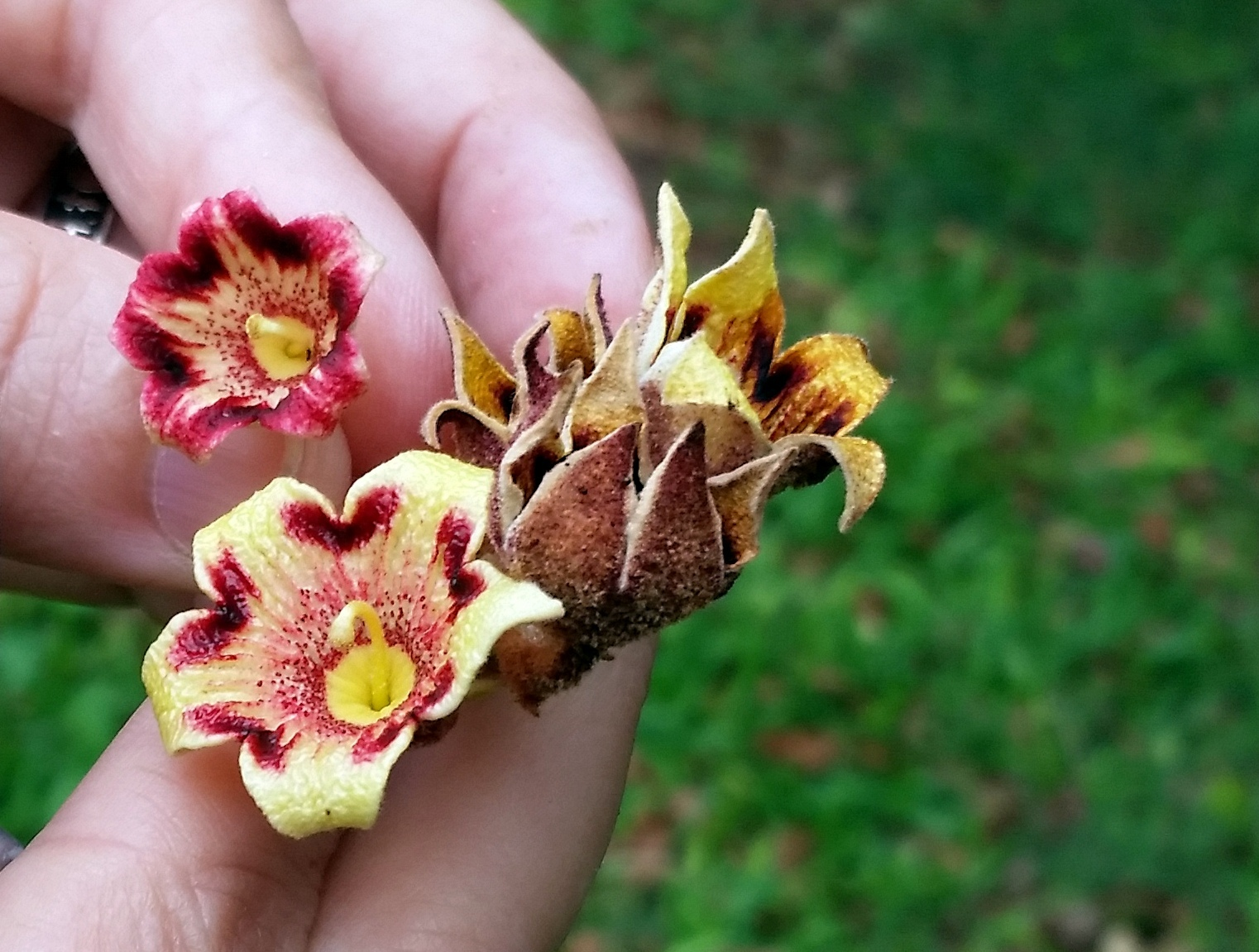
S. apetala flores individuales
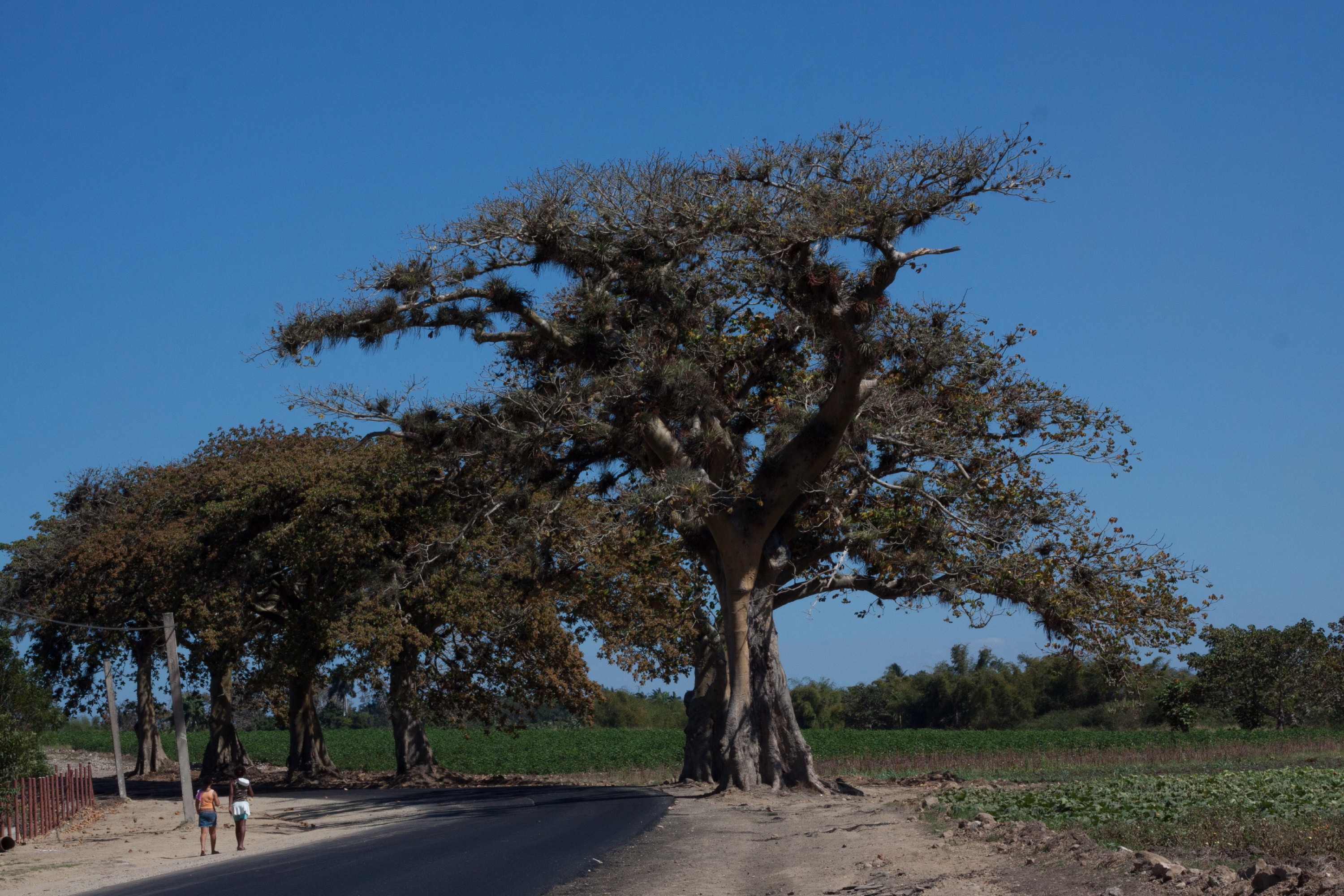
S. apetala árbol adulto
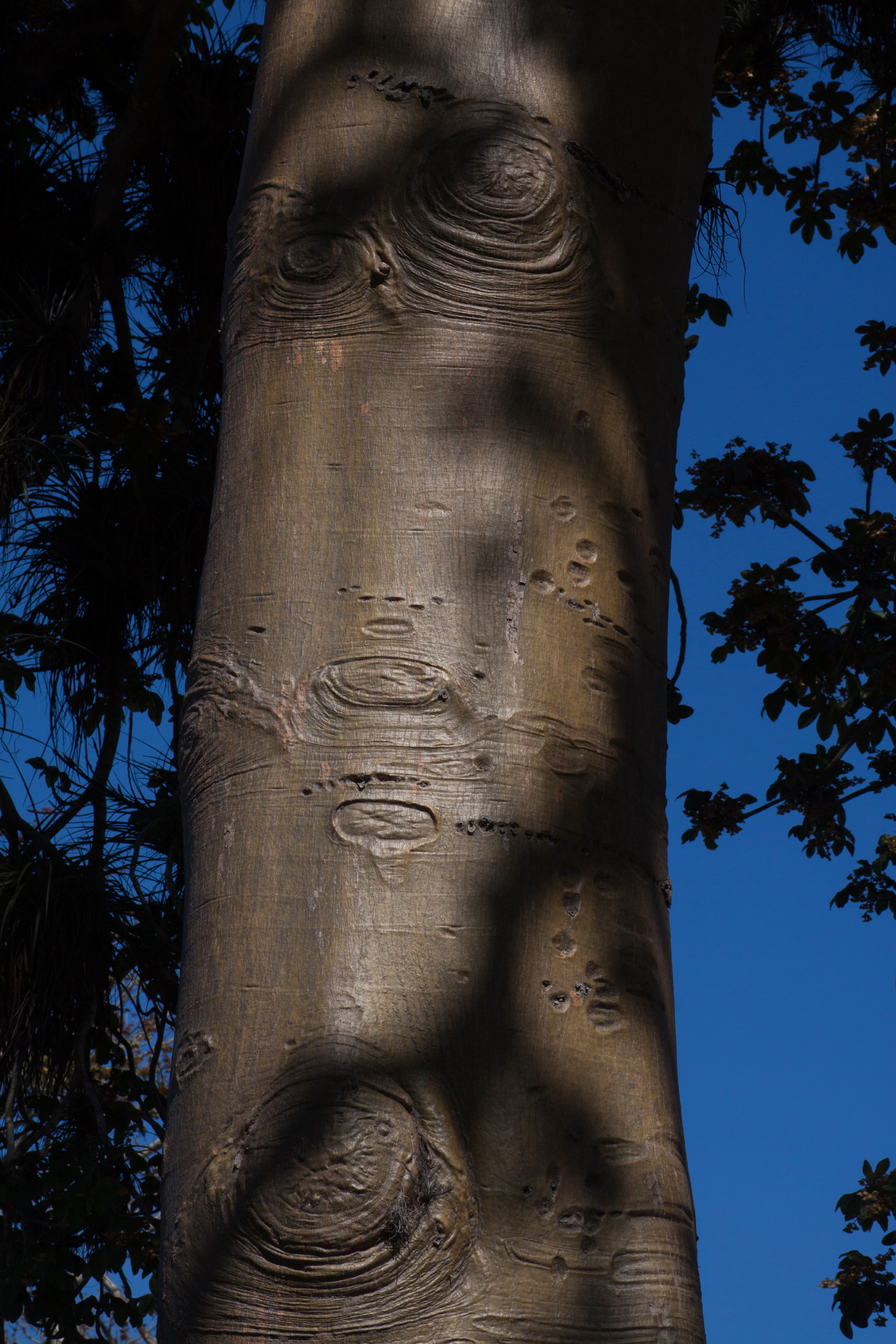
S. apetala tronco y corteza